# Adobe
Adobe je Ameriško računalniško podjetje s sedežem v San Joseju, ki razvija programsko opremo za izdelovanje kakovostnih računalniških izpisov, risanje, oblikovanje dokumentov in pripravo za tisk, izdelavo spletnih strani in je v sodelovanju s firmo Apple ustvarilo novo industrijsko vejo namiznega založništva. Leta 1982 sta ga ustanovila J. Warnock in C. Geschke. Leta 1984 je uvedlo programski jezik za opisovanje besedil PostScript, ki je omogočil iztiske enake sliki na zaslonu in je zrasel v največjo knjižnico fontov na svetu. Leta 1993 je izdalo Adobe Acrobat, program za izmenjavo datotek po internetu v prenosnem formatu PDF.